# Damia (Sängerin)

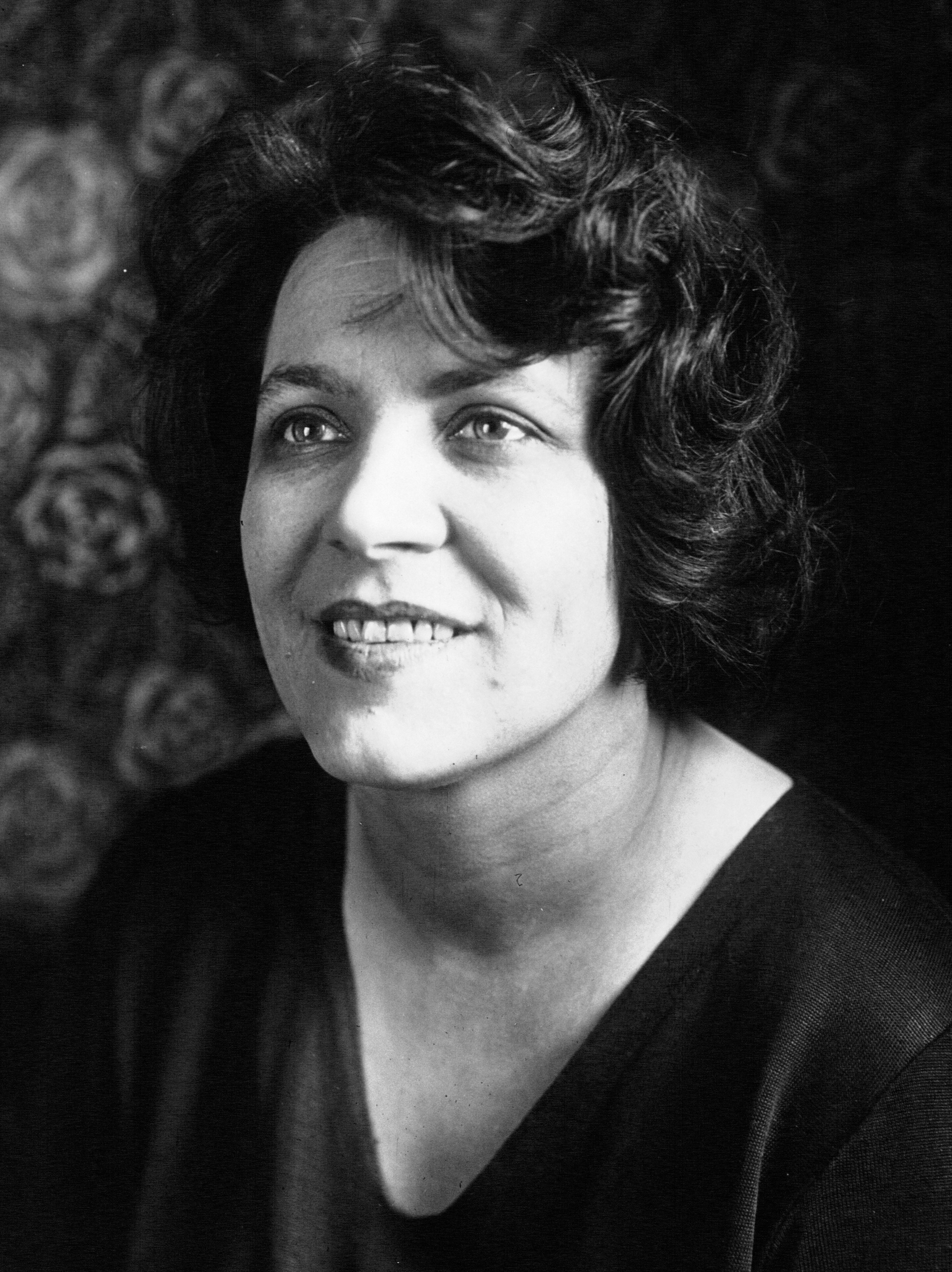
Damia im Jahre 1920

Damia (geboren am 5. Dezember 1889 in Paris als Marie-Louise Damien; gestorben am 30. Januar 1978 in La Celle-Saint-Cloud) war eine französische Sängerin und expressionistische Schauspielerin. Ihre größten Erfolge hatte sie in den 1930er Jahren. In ihren Chansons realistischer Prägung brachte sie vorwiegend tragische Inhalte zum Ausdruck.

## Leben
Ihre Eltern stammten aus den Vogesen. Sie arbeiteten in einer der regionalen Webereien und betrieben außerdem eine bescheidene Landwirtschaft. Anfang der 1880er Jahre ließen sie sich in Paris nieder, wo ihr Vater zunächst als Tagelöhner und die Mutter als Wäscherin arbeitete. Später bekam der Vater eine Stelle in der Verwaltung des Arrondissements. Louise-Marie verbrachte ihre Ferien oft auf dem Bauernhof ihrer Großeltern, doch mit 15 Jahren riss sie von zuhause aus und fand eine Rolle als Statistin im Pariser Théâtre du Châtelet für sieben Francs die Woche. Später fand sie Arbeit in einer Fabrik und bot sich den Kunstmalern auf dem Montmartre als Modell an, doch sie weigerte sich, als Aktmodell zu posieren. Bald gelang es ihr, im Kabarett-Theater Bal Tabarin für 20 Sous pro Abend zu arbeiten. Doch der Lohn reichte nicht zum Leben. Etwas mehr verdiente sie im Theater La Cigale, wo sie mit anderen Mädchen zwischen den einzelnen Nummern zur Überbrückung sang. Doch auch dieser Job endete und sie wurde zeitweise obdachlos. Nach dem Verdacht auf Prostitution kam sie 1907 für einen Monat in ein Heim für schwer erziehbare Jugendliche der Heilsarmee, wurde aber von der Familie eines Bühnentechnikers des Châtelet-Theaters, die sie von früher kannte, wieder aufgenommen.
In jener Zeit gelang es ihr, den damaligen Ehemann der berühmten Sängerin Marguerite Boulc’h, Robert Hollard, genannt Roberty, auf sich aufmerksam zu machen, der ihr Gesangsunterricht gab, und mit dem sie später auch eine Liaison einging. Nach 1908 trat sie in den Café-Konzerten verschiedener Pariser Musiketablissements auf. Darunter waren bekannte Orte wie das Pépinière-Théâtre, oder die Pariser Alhambra. In einer Bühnenschau von Félix Mayol spielte sie die Hauptrolle.
Der Dramatiker Sacha Guitry behauptete, ihr bei ihren Auftritten zu einem hautengen, schwarzen Kleid geraten zu haben, das ihre Körpersilhouette nachzeichnete und so zu einem Erscheinungsbild der damaligen Sängerinnen wurde, was auch von Édith Piaf und Juliette Gréco übernommen wurde. Damia selbst widersprach dieser Darstellung in einem Radiointerview und sagte, dass der Schauspieler Max Dearly sie auf die Idee mit dem Kleid gebracht habe. Neben ihren Konzerten spielte sie auch markante Rollen in Kinofilmen und im Theater.
Damia galt als "exzentrisch" und hatte mehrere Liebesbeziehungen zu Frauen, welche sie nicht verheimlichte. In den frühen 20er Jahren war sie mit der Designerin Eileen Gray liiert. Gelegentlich wurden beide Frauen im offenen Sportwagen mit Damias Haustier, einem Panther, auf dem Rücksitz über die Pariser Boulevards fahrend gesehen.
In der Zeit zwischen den Weltkriegen wurde Damia vom Publikum regelrecht vergöttert, nach der Besetzung Frankreichs durch die Deutschen allerdings durch jüngere Idole in den Hintergrund gedrängt. Doch gelang es ihr 1949 in einem Konzert in der Salle Pleyel und einer Tournee durch Japan (1953) noch einmal mit großem Erfolg auf die Pariser Bühnen zurückzukehren. 1954 sang sie im Olympia zusammen mit dem damals noch unbekannten Jacques Brel.
Damia starb am 30. Januar 1978 an den Folgen eines Sturzes in der Pariser Métro. Ihr Grab befindet sich auf dem Cimetière parisien de Pantin im Département Seine-Saint-Denis.

## Nachwirkung
Damia wurde oft als „la tragédienne de la chanson“ (die „Tragödin des Chansons“) bezeichnet und von Schriftstellern verschiedener Richtungen wie Jean Cocteau, Robert Desnos und anderen bewundert. Später waren ihre Chansons in Filmen von Jean Eustache, Aki Kaurismäki und Claude Chabrol wieder zu hören.

## Répertoire (Auswahl)
1926
- Hantise

1927
- La Rue de la joie

1928
- La chaîne
- Dis-moi
- Ploum ploum ploum
- La Vénénosa
- L’Esclavage

1929
- Les Goélands (Text und Musik von Jean Boyer)
- L’Orgue (Text Charles Cros)

1930
- J’ai l’cafard
- Boublitchki
- C’est mon gigolo
- Le Grand frisé

1931
- Les Nocturnes
- Je voudrais que la nuit
- Complainte de Mackie (Die Moritat von Mackie Messer aus der Dreigroschenoper von Kurt Weill und Bertolt Brecht)
- Pour un seul amour
- Ce n’est pas toujours drôle
- La plus belle chanson
- Amours de minuit
- On ne lutte pas contre l’amour (französische Version des deutschen Liedes Leben ohne Liebe kannst du nicht, gesungen von Marlene Dietrich)
- Il ne reste rien
- La Chanson du passé

1932
- Mon matelot
- Les Inquiets
- De profundis

1933
- La Veuve
- Pour en arriver là
- Complainte (aus dem Film La Tête d’un homme)
- J’ai bu
- La Garde de nuit à l’Yser
- La Suppliante
- Chansons gitanes – Chanson de route
- Chansons gitanes – Chanson à boire
- La Chanson des flots
- Roule ta bosse
- Chantez pour moi, violons (französische Version von Play Fiddle, Play)
- Pluie
- Tout le jour, toute la nuit (französische Version von Night and day de Cole Porter)

1934
- La Guinguette a fermé ses volets
- En maison
- Toboggan
- Moi… j'm'ennuie (Musik von Wal-Berg)

1935
- La Mauvaise prière
- Mon phono chante

1936
- Gloomy Sunday (Sombre Dimanche)
- C’est la guinguette
- Aux quatre coins de la banlieue (Text von Michel Vaucaire)
- Aimez-vous les moules marinières ? (Text Henri Varna und Michel Vaucaire)
- Celui qui s’en va (Text Charles de Richter, Musik Tiarko Richepin)

1937
- L’Étranger (Musik Robert Juel und Marguerite Monnot)

1938
- Johnny Palmer (Text Christian Vebel)
- Personne (Text und Musik Michel Emer)
- C’est dans un caboulot
- La Malédiction

1939
- Tout fout le camp (Text Raymond Asso)

1941
- Tourbillons d’automne

1942
- Mon amour vient de finir (Text von Édith Piaf und Musik von Marguerite Monnot)

1943
- Dans ma solitude

1944
- Ma rue

## Filmrollen
- 1927: Napoléon
- 1930: Tu m’oublieras
- 1931: Sola
- 1932: La Tête d’un homme
- 1937: Les Perles de la couronne
- 1956: Der Glöckner von Notre Dame (Notre-Dame de Paris)